# Paul Friedrich von Stälin

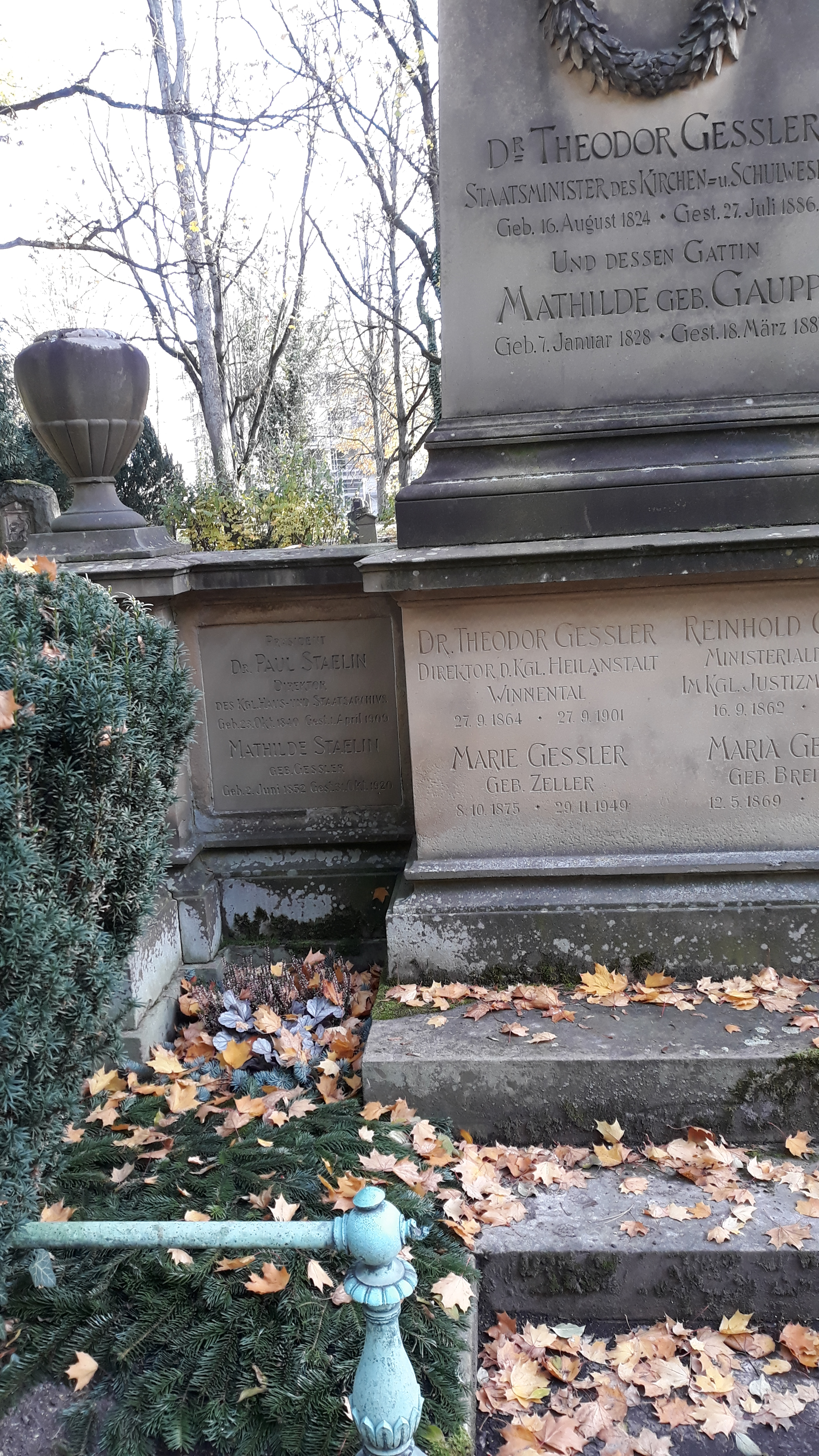
Das Grab von Paul Friedrich von Stälin auf dem Pragfriedhof

Paul Friedrich Stälin, ab 1892 von Stälin, (* 23. Oktober 1840 in Stuttgart; † 1. April 1909 ebenda) war ein deutscher Archivar und Historiker. Er war von 1901 bis 1905 Direktor des königlich württembergischen geheimen Haus- und Staatsarchivs in Stuttgart.

## Leben
Paul Friedrich war der Sohn des Archivars und Historikers Christoph Friedrich von Stälin (1805–1873). Er besuchte das Gymnasium in Stuttgart und studierte von 1858 bis 1863 Rechtswissenschaften in Tübingen, wo er 1858 Mitglied der Studentenverbindung Staufia wurde, Heidelberg und Göttingen.  Stälin hörte aber auch bei Reinhold Pauli Vorlesungen über Geschichte. Mit Erfolg konnte er an der Tübinger Universität eine Preisaufgabe über die geschichtliche Darstellung der Lehre von den Formen der Eheschließung nach kanonischem Recht lösen. Er promovierte zum Dr. jur. und veröffentlichte in der Zeitschrift für Kirchenrecht den Inhalt der neueren Gesetzgebung über die Form der Eheschließung.
Noch vor der Ablegung der höheren juristischen Dienstprüfung, bat sein Vater 1864 durch eine Eingabe an den König, ihn den Eintritt in das Stuttgarter Staatsarchiv freizuhalten. Im Februar 1865 wurde Friedrich Paul als Hilfsarbeiter bei seinem Vater angestellt. Die Ausbildung für den Archivdienst sollte nachgeholt werden. Er nahm daher 1867 einen mehrmonatigen Urlaub, den er für Besuche der Archive in Berlin, Hannover, Braunschweig, Wolfenbüttel, Kassel, Gotha, Weimar, Dresden, Wien, Salzburg und München nutzte. Dabei konnte er in Berlin bei Philipp Jaffé paläographische und in Wien altdeutsche und romanische Studien betreiben. 1868 arbeitete Stälin für längere Zeit in Pariser  und 1872 in Italienischen Archiven.
Bereits 1867 erhielt er eine feste Anstellung als Archivassessor am geheimen Haus- und Staatsarchiv Stuttgart. Seit 1870 führte er die Redaktion der Zeitschrift Allgemeines Kirchenblatt für das evangelische Deutschland. Vom gleichen Jahr an übernahm Stälin als Mitautor die Beschreibung der württembergischen Oberämter im Auftrag des Statistischen Landesamtes und lieferte die geschichtlichen Abschnitte für Backnang (1871), Brackenheim (1873), Rottweil (1875), Spaichingen (1876), Balingen (1880) und Ellwangen (1896). 1871 wurde ihm der Titel Archivrat verliehen. Nach dem Tod des Vaters wurde er 1873 als sein Nachfolger zum königlich württembergischen Wappenzensor ernannt und im gleichen Jahr zum wirklichen Archivrat befördert.
1879 wurde Stälin Mitglied der Kommission von Sachverständigen der Staatssammlung für vaterländische Kunst- und Altertumsdenkmale. Von 1882 bis 1887 erschien sein Hauptwerk die Geschichte Württembergs in zwei Halbbänden, als Fortsetzung zu dem Werk seines Vaters Württembergische Geschichte. 1888 erhielt er den Titel eines geheimen Archivrates. Im selben Jahr veröffentlichte er die Geschichte der Stadt Calw und wurde für die Arbeit zum Ehrenbürger von Calw ernannt. 1891 gehörte er zu den ersten Mitgliedern der neu gegründeten Württembergischen Kommission für Landesgeschichte. Durch Übernahme des Amtes eines Kreispflegers förderte er die von ihm eingeleitete Verzeichnung der Pfarr- und Gemeindearchive, wobei er für die Erhaltung und Beaufsichtigung dieser Archive sorgte. Eine Nebenaufgabe des Amtes war die Bearbeitung des von der königlichen Archivdirektion herausgegebenen Württembergischen Urkundenbuches für dessen Bände 4 bis 8 Stälin verantwortlich war. Nach dem Rücktritt von August von Schlossberger wurde Stälin 1901 dessen Nachfolger als Direktor des geheimen Haus- und Staatsarchivs in Stuttgart. Unter seiner Leitung wurde eine neue Benutzerordnung erlassen, die Arbeiten und Recherchen im Archiv bedeutend erleichterte. Am 12. Dezember 1905 legte er wegen einer Erkrankung sein Amt nieder und wurde für seine Verdienste mit dem Rang eines Präsidenten ausgezeichnet.
Paul Friedrich von Stälin starb am 1. April 1909, im Alter von 68 Jahren, in seiner Geburtsstadt Stuttgart. Er war Inhaber zahlreicher Auszeichnungen und erhielt, wie schon sein Vater, 1892 mit dem Ehrenkreuz des Ordens der Württembergischen Krone den persönlichen Adelsstand im Königreich Württemberg. Bereits 1877 erhielt er das Ritterkreuz des Verdienstordens der Bayerischen Krone. Stälin war unter anderem Mitglied der Göttinger Kirchenrechtlichen Gesellschaft, der Allgemeinen Geschichtsforschenden Gesellschaft der Schweiz sowie in dem Verein für Geschichte und Altertumskunde in Hohenzollern. Er war Autor von über 50 Beiträgen zur Allgemeinen Deutschen Biographie, vor allem Biografien der Grafen und Herzöge von Württemberg aber auch über Personen der schwäbischen Geschichte unter anderem seinen Vater. Sein schriftlicher Nachlass befindet sich im Landesarchiv Baden-Württemberg Abteilung Hauptstaatsarchiv Stuttgart.

## Veröffentlichungen (Auswahl)
- Das Rechtsverhältniß der religiösen Gemeinschaften und der fremden Religionsverwandten in Württemberg nach seiner geschichtlichen Entwicklung. Stuttgart 1870.
- Festgruss zum vierhundertsten Jahrestag der Stiftung der Universität Tübingen im Jahre 1877. Festschrift mit August von Schlossberger, Stuttgart 1877.
- Urkunden zur Geschichte der Ritterbündnisse des 14. Jahrhunderts. Stuttgart 1881.
- Zur Tinktur einiger schwäbisch-württembergischen Wappen. Stuttgart 1881.
- Geschichte Württembergs (Bis 1268). Teil 1, Gotha 1882. (Digitalisat.)
- Zwei Gedichte des 14. Jahrhunderts zur Geschichte der Grafen von Württemberg. In: Württembergische Vierteljahrshefte für Landesgeschichte. Band 6, 1883, S. 1–6.
- Geschichte Württembergs (1268 bis 1496). Teil 2, Gotha 1887. (Digitalisat.)
- Geschichte der Stadt Calw. Calw / Stuttgart 1888. (Digitalisat.)
- Wirtembergisches Urkundenbuch. als Bearbeiter Bände 4 bis 8, Stuttgart 1883–1903.